# 古炉
《古炉》，贾平凹的长篇小说。

## 写作和出版
《古炉》一共67万字，耗费贾平凹4年时间写完。

## 内容
全书分成：冬、春、夏、秋、冬、春一共6章。
1965年，山雨欲来风满楼，陕西省铜川市陈炉镇古炉村，这个僻远、封闭的老村庄，仍然风平浪静，这里主要住着“朱家族”、“夜家族”。1966年，毛泽东发起文化大革命，随后全国各地成立了“造反队”，破四旧、砸庙宇、没收古物、捣毁房屋、批斗臭老九（知识分子），远在山沟的古炉村也没有逃过劫数，古炉村的村民自觉分成了两派，互相斗斗斗，在这场震惊世界的文化大革命里，古炉村死了许多人，村落最后变成废墟。

## 角色
- 狗尿苔：一个具有灵性的孩子，个子不高、长相丑陋，想象力充沛、纯真，能和猫狗对话、花木对话。

- 夜霸槽：类似地痞流氓，好逸恶劳，以补鞋、修理单车为生，房屋破败，在公路搭小木屋居住，文化大革命爆发后，他响应毛泽东的号召，担任领导人，斗死村民、捣毁村落，使得村落变成了废墟。

- 蚕婆：勤劳、善良，业余接生婆，剪纸艺人，丈夫跟着中国国民党逃到台湾岛，文化大革命之后，她带着高帽子，接受红卫兵的批斗。

- 老支书：沉稳耿直，反对毛泽东的文化大革命。

- 天布：民兵连长，反对毛泽东的文化大革命，跟毛泽东旗下“红卫兵”对着干。

- 磨子：生产队长，平日抓生产，武斗时冲锋陷阵打头阵，是毛泽东的忠诚崇拜者。

- 黄生生，大串联时的学生，煽动两派互相斗争。

- 水皮：夜霸槽的笔杆子，写大字报、出骚主意、贴标语，毛泽东的忠诚崇拜者。

## 主题和风格
《古炉》的背景在陕西省铜川市陈炉镇古炉村，它浓缩了整个中国大陆，这是一个远离繁华和喧嚣的世外桃源，它与世隔绝，保持了中华民族千年的传统文化，但是在毛泽东发起破四旧的文化大革命之后，村里的人都“精神失常”，互相批斗、大打出手、斗争个你死我活，贾平凹在这部长篇小说里深刻抨击了文化大革命中的“暴君”与“暴民”，即使远离城市、远离北京，但是“普天之下莫非王土”，一旦有政治风云变幻，谁也逃脱不了。

## 影响
《古炉》描写日常生活内容文字细腻，运用了大量陕西关中方言，有古典文学《金瓶梅》、《红楼梦》的遗风。